# Серая славка
Се́рая сла́вка (лат. Curruca communis) — вид птиц семейства славковых (Sylviidae). Выделяют четыре подвида.

## Внешний вид

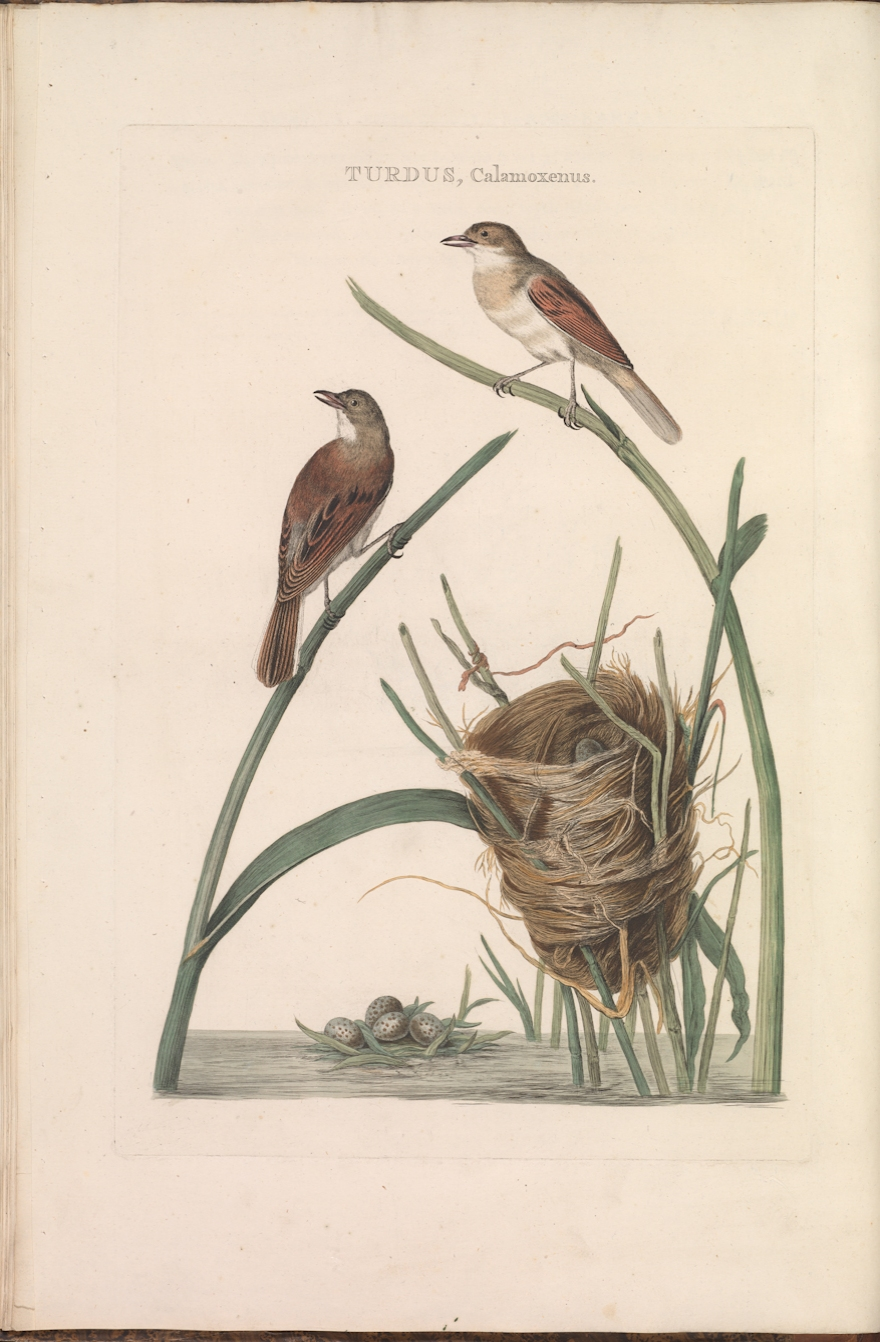
Серая славка в Nederlandsche Vogelen, Vol. 2 (1789)

Небольшая подвижная птица мельче воробья. Спинная сторона серовато-бурая с пепельно-серой окраской головы, боков шеи и надхвостья; плечи рыжие; горло белое; остальная брюшная сторона розовато-белая.

## Распространение
Обитают в Европе, Малой Азии, Западной Сибири, Северо-Западной Африке, а также в Израиле.

## Образ жизни
Селится по кустарниковым зарослям на опушке леса, на вырубках, в редких кустарниках по балкам и оврагам, на межах среди полей, а также в зарослях полыни.
Издаёт довольно громкие звуки «ви-чи-речи-чиру», а потом гнусавое и хриплое «вэд-вэд-вэд». Во время пения часто взлетает в воздух. Песня щебечущая. Перелётная птица; отлёт на юг начинается в сентябре и продолжается до ноября. Зимует в тропической Африке, Аравии и Индии.

## Размножение

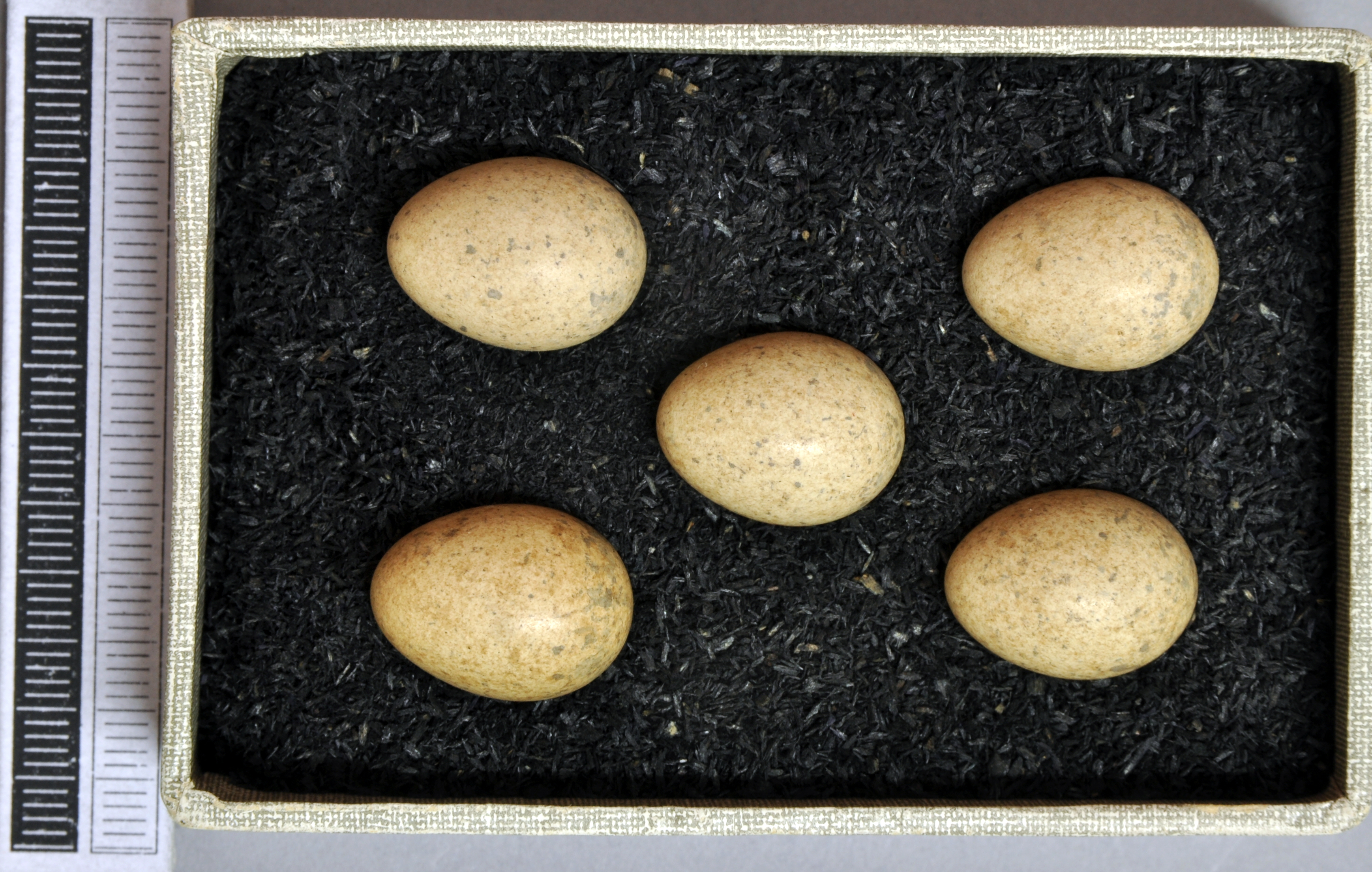
Яйца серой славки в музее Висбадена (Германия)

Гнёзда вьёт в развилках ветвей какого-нибудь кустарника или в высокой траве (обычно в зарослях крапивы) невысоко над землёй (чаще на высоте 20—50 см); реже гнездо устраивается на кучах хвороста или же прямо на земле. От гнёзд других славок отличается тем, что чашечка гнезда делается более глубокой, а в материале гнезда бывает больше полевых злаков. В конце мая самка садится на яйца, а самец её кормит. Насиживание длится 12—13 дней. В кладке обычно 4—6 белых или зеленоватых с тёмными пятнышками яиц. Птенцов выкармливают оба родителя 11—12 дней и докармливают их после вылета в течение недели.

## Содержание дома
В благоприятных условиях живут 5—6 лет.